# Shawn Tng
Shawn Tng es un cantante y compositor singapurés.

## Carrera
Shawn Tng comenzó su carrera musical, tras el lanzamiento de su primer álbum titulado "相信" en 1994, seguido de su segundo disco titulado "觉醒" en 1995. Además compuso una canción titulada "决定", que fue  interpretada para una serie de televisión titulada  "真心 男儿", difundida por la red TCS Channel 8. En 1995, Shawn Tng se hace conocer como cantante en Taiwán, lanzando su primer álbum discográfico allí titulado "爱 你 的 我 能 怎么 做". En 1996, Shawn Tng interpretó una canción para serie de animada titulada "街頭霸王", conocido también como "Street Fighter". En 1996, Shawn Tng participó en el "CASH Hong Kong 香港 作曲家 及 作詞 家 協會", un concurso de canto y fue declarado ganador como finalista.

## Discografía

### Álbumes
| Álbum # | Información |
| ------- | --- |
| 1st     | 相信 - Released: 1995 - Label: Dreamland Production (S) - Language: Mandarin                                                                                                   |
| 2nd     | 觉醒 (enlace roto disponible en Internet Archive; véase el historial, la primera versión y la última). - Released: 1996 - Label: Dreamland Production (S) - Language: Mandarin |
| 3rd     | 愛你的我能怎麼做 - Released: 1996 - Label: Fancy Pie Music Co Ltd - Language: Mandarin                                                                                         |

### Compilación
| Año  | Información                                                           |
| ---- | --------------------------------------------------------------------- |
| 1995 | 三个春天 : 敲开梦和春天 - Label: Dreamland Music - Language: Mandarin |
| 1996 | 穿越時空 動心折價版 (宣傳單曲) - Label: Unknown - Language: Mandarin  |

### Destacado en
| Año  | Álbum      | Álbum artístico | Canción                                        |
| ---- | ---------- | --------------- | ---------------------------------------------- |
| 1994 | 决定!?     | 玖建            | - Title: You're My Hero - Language: Mandarin   |
| 1994 | 悲伤朱丽叶 | 伊能靜          | - Track: 04 - Title: 守候 - Language: Mandarin |

## Premios
| Años | Premios                                                             |
| ---- | ------------------------------------------------------------------- |
| 1996 | CASH 香港作曲家及作詞家協會 Contest (Hong Kong), the 1st Runner Up. |